# David Haye
Denne side handler om bokseren. For fodboldspilleren, se David Hay.
David Deron Haye (født 13. oktober 1980 i London) er en britisk professionel bokser, der er i en periode var anerkendt af WBA som verdensmester i sværvægt. Den 7. november 2009 slog han titelholderen Nikolaj Valujev på point i en titelkamp i Nürnberg i Tyskland og vandt dermed WBA-titlen fra Valuev. Haye tabte WBA-titlen den 2. juli 2011 til IBF- og WBO-mesteren Wladimir Klitschko på point.
Efter nederlaget til Klitschsko har Haye i 2012 bokset en enkelt kamp mod englænderen Dereck Chisora om de ledige bælter som "international" og "inter-continental" mester i forbundene WBO respektive WBA. Haye vandt på point over Chisora. Chisora var på tidspunktet for kampens afvikling suspenderet af det britiske bokseforbund BBBoC og måtte bokse på en licens fra Luxembourg.
Han er tidligere mester i cruiservægt og havde WBA-,WBC-, WBO- og The Ring-magazine cruiservægttitler. Han forsvarede cruiservægt-titlen én gang mens han var titelholder 2007-08, tilsvarende i titelperioden indenfor WBA og WBC i samme periode. I WBO var han kun titelholder i 2008. Han valgte at fragive sig disse titler for at følge sine ambitioner i sværvægtsklassen.
Den 13. november 2010 besejrede han Audley Harrison med 1 minut og 20 sekunder tilbage i 3. omgang på TKO.
Haye er 191 cm høj, vejer 102 kilo og er veganer. Han havde pr. 17. november 2010 en statistik med to nederlag og 26 sejre (26-2), hvoraf 24 sejre er på knockout.